# Leptospermum riparium
Leptospermum riparium är en myrtenväxtart som beskrevs av Dennis Ivor Morris. Leptospermum riparium ingår i släktet Leptospermum och familjen myrtenväxter. Inga underarter finns listade i Catalogue of Life.